# Eungbong-san (Seul)
Eungbong-san lub Ŭngbong-san (kor. 응봉산) – góra w Seulu, w Korei Południowej. Ma wysokość 94 metrów. Jest atrakcją turystyczną – służy jako punkt widokowy (widok między innymi na rzekę Han-gang).